# Nowa Huta (Ostrawa)
Nowa Huta (cz. Nová huť, dawniej Nová huť Klementa Gottwalda) – kompleks metalurgiczny w Ostrawie, w kraju morawsko-śląskim w Czechach. Położony jest w południowo-wschodniej części miasta, na prawym brzegu Ostrawicy, na obszarze trzech gmin katastralnych: Kończyc Wielkich, Kończyc Małych i Bartowic. Większość kompleksu należy do ArcelorMittal Ostrava a.s. Swoje siedziby mają tam również Vysoké Pece Ostrava, a.s., Hayes Lemmerz Autokola, a.s., Hayes Lemmerz Alukola, s.r.o., Vítkovice, a.s., První Signální, a.s.

## Historia
Początek budowy nowej huty w Kończycach Wielkich w 1942 zainicjował koncern Hermann Göring zarządzający hutą w Witkowicach, która miała ograniczoną przestrzeń do rozbudowy w pobliżu śródmieścia. Nie miała to być jednak samodzielna huta, a jedynie część witkowickiego kompleksu („Südbau“). Po wojnie, w latach 1947–1948 zapadła decyzja o budowie prawdziwego hutniczego zakładu na obszarze Kończyc Wielkich i Małych oraz Bartowic, a następnie rozpoczęła się jego budowa. Jeszcze w tym okresie zakład planowo miał być częścią witkowickiej huty, jednak 31 grudnia 1951 postanowiono go usamodzielnić i ochrzcić imieniem Klementa Gottwalda, ówczesnego premiera Czechosłowacji.
Rdzeń kompleksu wybudowano w latach 1951–1958, m.in. 5 baterii koksowniczych, dwa wielkie piece, 4 piece martenowskie. Następna faza budowy trwała do 1961 i polegała głównie na poszerzaniu zdolności wytwarzania podstawowych surowców (koks, surowe żelazo i stal), ale postawiono również nowe młyny, walcownię oraz linię produkcyjną dla kół samochodów, ciężarówek i ciągników. W latach 1967–1985 zmodernizowano wielkie piece.
W 1989 nastąpiły zmiana nazwy na Nová huť i proces dalszego unowocześniania. W latach 1993–1999 oddano do użytku trzy nowe maszyny odlewnicze. W 2003 zakład został sprywatyzowany i zakupiony przez Lakshmiego Mittala, a spółka do której od tego czasu należy największa część kompleksu w 2006 przyjęła nazwę ArcelorMittal Ostrava.

## Zanieczyszczenie
Kompleks od dawna był jednym z głównych trucicieli w regionie, a według IRZ (Integrovaný registr znečišťování) największym w kraju morawsko-śląskim. W 2009 urząd tego kraju ustanowił dla firmy obligatoryjne terminy redukcji emisji szkodliwych gazów. Do 2014 emisja dwutlenku węgla ma spaść z 4709 do 2000 ton, tlenków azotu z 3500 do 2000 ton, a pozostałych szkodliwych pyłów z 150 do 135 ton.